# Incontri ufficiali della nazionale maschile di calcio della Francia dal 1904 al 1970
Questa è la cronologia completa delle partite ufficiali della nazionale di calcio della Francia dal 1904 al 1970.

## Partite dal 1904 al 1910
| Cronologia completa delle presenze e delle reti in nazionale ― Francia | Cronologia completa delle presenze e delle reti in nazionale ― Francia | Cronologia completa delle presenze e delle reti in nazionale ― Francia | Cronologia completa delle presenze e delle reti in nazionale ― Francia | Cronologia completa delle presenze e delle reti in nazionale ― Francia | Cronologia completa delle presenze e delle reti in nazionale ― Francia | Cronologia completa delle presenze e delle reti in nazionale ― Francia | Cronologia completa delle presenze e delle reti in nazionale ― Francia |
| Data                                                                   | Città                                                                  | In casa                                                                | Risultato                                                              | Ospiti                                                                 | Competizione                                                           | Reti                                                                   | Note                                                                   |
| ---------------------------------------------------------------------- | ---------------------------------------------------------------------- | ---------------------------------------------------------------------- | ---------------------------------------------------------------------- | ---------------------------------------------------------------------- | ---------------------------------------------------------------------- | ---------------------------------------------------------------------- | ---------------------------------------------------------------------- |
| 1-5-1904                                                               | Bruxelles                                                              | Belgio                                                                 | 3 – 3                                                                  | Francia                                                                | Amichevole                                                             | Louis Mesnier Marius Royet Gaston Cyprès                               | Cap:F. Canelle                                                         |
| 12-2-1905                                                              | Parigi                                                                 | Francia                                                                | 1 – 0                                                                  | Svizzera                                                               | Amichevole                                                             | Gaston Cyprès                                                          | Cap:                                                                   |
| 7-5-1905                                                               | Bruxelles                                                              | Belgio                                                                 | 7 – 0                                                                  | Francia                                                                | Amichevole                                                             | -                                                                      | Cap:                                                                   |
| 22-4-1906                                                              | Saint-Cloud                                                            | Francia                                                                | 0 – 5                                                                  | Belgio                                                                 | Amichevole                                                             | -                                                                      | Cap:P. Allemane                                                        |
| 1-11-1906                                                              | Parigi                                                                 | Francia                                                                | 0 – 15                                                                 | Inghilterra                                                            | Amichevole                                                             | -                                                                      | Cap:P. Allemane                                                        |
| 21-4-1907                                                              | Bruxelles                                                              | Belgio                                                                 | 1 – 2                                                                  | Francia                                                                | Amichevole                                                             | Marius Royet André François                                            | Cap:P. Allemane                                                        |
| 8-3-1908                                                               | Ginevra                                                                | Svizzera                                                               | 1 – 2                                                                  | Francia                                                                | Amichevole                                                             | Émile Sartorius André François                                         | Cap:                                                                   |
| 23-3-1908                                                              | Londra                                                                 | Inghilterra                                                            | 12 – 0                                                                 | Francia                                                                | Amichevole                                                             | -                                                                      | Cap:                                                                   |
| 12-4-1908                                                              | Colombes                                                               | Francia                                                                | 1 – 2                                                                  | Belgio                                                                 | Amichevole                                                             | Joseph Verlet                                                          | Cap:                                                                   |
| 10-5-1908                                                              | Rotterdam                                                              | Paesi Bassi                                                            | 4 – 1                                                                  | Francia                                                                | Amichevole                                                             | André François                                                         | Cap:                                                                   |
| 22-10-1908                                                             | Londra                                                                 | Francia                                                                | 1 – 17                                                                 | Danimarca                                                              | Olimpiadi 1908                                                         | Émile Sartorius                                                        | Cap:                                                                   |
| 8-5-1909                                                               | Bruxelles                                                              | Belgio                                                                 | 5 – 2                                                                  | Francia                                                                | Amichevole                                                             | Henri Mouton Jean Rigal                                                | Cap:                                                                   |
| 22-5-1909                                                              | Gentilly                                                               | Francia                                                                | 0 – 11                                                                 | Inghilterra                                                            | Amichevole                                                             | -                                                                      | Cap:                                                                   |
| 3-4-1910                                                               | Bruxelles                                                              | Belgio                                                                 | 4 – 0                                                                  | Francia                                                                | Amichevole                                                             | -                                                                      | Cap:                                                                   |
| 16-4-1910                                                              | Brighton                                                               | Inghilterra                                                            | 10 – 1                                                                 | Francia                                                                | Amichevole                                                             | Auguste Tousset                                                        | Cap:                                                                   |
| 15-10-1910                                                             | Milano                                                                 | Italia                                                                 | 6 – 2                                                                  | Francia                                                                | Amichevole                                                             | Henri Bellocq Jean Ducret                                              | Cap:                                                                   |
| Totale                                                                 |                                                                        | Presenze                                                               | 16                                                                     |                                                                        | Reti                                                                   | 16                                                                     |                                                                        |

## Partite dal 1911 al 1920
| Cronologia completa delle presenze e delle reti in nazionale ― Francia | Cronologia completa delle presenze e delle reti in nazionale ― Francia | Cronologia completa delle presenze e delle reti in nazionale ― Francia | Cronologia completa delle presenze e delle reti in nazionale ― Francia | Cronologia completa delle presenze e delle reti in nazionale ― Francia | Cronologia completa delle presenze e delle reti in nazionale ― Francia | Cronologia completa delle presenze e delle reti in nazionale ― Francia | Cronologia completa delle presenze e delle reti in nazionale ― Francia |
| Data                                                                   | Città                                                                  | In casa                                                                | Risultato                                                              | Ospiti                                                                 | Competizione                                                           | Reti                                                                   | Note                                                                   |
| ---------------------------------------------------------------------- | ---------------------------------------------------------------------- | ---------------------------------------------------------------------- | ---------------------------------------------------------------------- | ---------------------------------------------------------------------- | ---------------------------------------------------------------------- | ---------------------------------------------------------------------- | ---------------------------------------------------------------------- |
| 1-1-1911                                                               | Charentonneau                                                          | Francia                                                                | 0 – 3                                                                  | Ungheria                                                               | Amichevole                                                             | -                                                                      | Cap:                                                                   |
| 23-3-1911                                                              | Saint-Ouen                                                             | Francia                                                                | 0 – 3                                                                  | Inghilterra                                                            | Amichevole                                                             | -                                                                      | Cap:                                                                   |
| 9-4-1911                                                               | Saint-Ouen                                                             | Francia                                                                | 2 – 2                                                                  | Italia                                                                 | Amichevole                                                             | 2 Eugène Maës                                                          | Cap:                                                                   |
| 23-4-1911                                                              | Ginevra                                                                | Svizzera                                                               | 5 – 2                                                                  | Francia                                                                | Amichevole                                                             | Louis Mesnier Eugène Maës                                              | Cap:                                                                   |
| 30-4-1911                                                              | Bruxelles                                                              | Belgio                                                                 | 7 – 1                                                                  | Francia                                                                | Amichevole                                                             | Eugène Maës                                                            | Cap:                                                                   |
| 23-12-1911                                                             | Lussemburgo                                                            | Lussemburgo                                                            | 1 – 4                                                                  | Francia                                                                | Amichevole                                                             | Henri Vialmonteil 2 Louis Mesnier Ernest Gravier                       | Cap:                                                                   |
| 28-1-1912                                                              | Saint-Ouen                                                             | Francia                                                                | 1 – 1                                                                  | Belgio                                                                 | Amichevole                                                             | Eugène Maës                                                            | Cap:J. Ducret                                                          |
| 18-2-1912                                                              | Saint-Ouen                                                             | Francia                                                                | 4 – 1                                                                  | Svizzera                                                               | Amichevole                                                             | Louis Mesnier Marcel Triboulet Eugène Maës Henri Vialmonteil           | Cap:J. Ducret                                                          |
| 17-3-1912                                                              | Torino                                                                 | Italia                                                                 | 3 – 4                                                                  | Francia                                                                | Amichevole                                                             | 3 Eugène Maës Louis Mesnier                                            | Cap:J. Ducret                                                          |
| 12-1-1913                                                              | Saint-Ouen                                                             | Francia                                                                | 1 – 0                                                                  | Italia                                                                 | Amichevole                                                             | Eugène Maës                                                            | Cap:                                                                   |
| 16-2-1913                                                              | Bruxelles                                                              | Belgio                                                                 | 3 – 0                                                                  | Francia                                                                | Amichevole                                                             | -                                                                      | Cap:                                                                   |
| 27-2-1913                                                              | Colombes                                                               | Francia                                                                | 1 – 4                                                                  | Inghilterra                                                            | Amichevole                                                             | André Poullain                                                         | Cap:                                                                   |
| 9-3-1913                                                               | Ginevra                                                                | Svizzera                                                               | 1 – 4                                                                  | Francia                                                                | Amichevole                                                             | Charles Montagne 2 Albert Eloy Raymond Dubly                           | Cap:                                                                   |
| 29-4-1913                                                              | Saint-Ouen                                                             | Francia                                                                | 8 – 0                                                                  | Lussemburgo                                                            | Amichevole                                                             | 5 Eugène Maës André Poullain Félix Romano Jean Ducret                  | Cap:                                                                   |
| 25-1-1914                                                              | Lilla                                                                  | Francia                                                                | 4 – 3                                                                  | Belgio                                                                 | Amichevole                                                             | Gabriel Hanot Henri Bard Étienne Jourde Raymond Dubly                  | Cap:                                                                   |
| 8-2-1914                                                               | Lussemburgo                                                            | Lussemburgo                                                            | 5 – 4                                                                  | Francia                                                                | Amichevole                                                             | Henri Bard Jean Ducret Charles Géronimi Marcel Triboulet               | Cap:                                                                   |
| 8-3-1914                                                               | Saint-Ouen                                                             | Francia                                                                | 2 – 2                                                                  | Svizzera                                                               | Amichevole                                                             | Émilien Devic Maurice Gastiger                                         | Cap:                                                                   |
| 29-3-1914                                                              | Torino                                                                 | Italia                                                                 | 2 – 0                                                                  | Francia                                                                | Amichevole                                                             | -                                                                      | Cap:                                                                   |
| 31-5-1914                                                              | Budapest                                                               | Ungheria                                                               | 5 – 1                                                                  | Francia                                                                | Amichevole                                                             | Juste Brouzes                                                          | Cap:                                                                   |
| 9-3-1919                                                               | Bruxelles                                                              | Belgio                                                                 | 2 – 2                                                                  | Francia                                                                | Amichevole                                                             | 2 Gabriel Hanot                                                        | Cap:G. Hanot                                                           |
| 18-1-1920                                                              | Milano                                                                 | Italia                                                                 | 9 – 4                                                                  | Francia                                                                | Amichevole                                                             | Paul Nicolas 2 Henri Bard Raymond Dubly                                | Cap:                                                                   |
| 29-2-1920                                                              | Ginevra                                                                | Svizzera                                                               | 0 – 2                                                                  | Francia                                                                | Amichevole                                                             | Jules Dewaquez Paul Nicolas                                            | Cap:                                                                   |
| 28-3-1920                                                              | Parigi                                                                 | Francia                                                                | 2 – 1                                                                  | Belgio                                                                 | Amichevole                                                             | 2 Paul Nicolas                                                         | Cap:                                                                   |
| 5-4-1920                                                               | Rouen                                                                  | Francia                                                                | 0 – 5                                                                  | Inghilterra                                                            | Amichevole                                                             | -                                                                      | Cap:                                                                   |
| 29-8-1920                                                              | Anversa                                                                | Francia                                                                | 3 – 1                                                                  | Italia                                                                 | Olimpiadi 1920                                                         | Jean Boyer Paul Nicolas Henri Bard                                     | Cap:                                                                   |
| 31-8-1920                                                              | Anversa                                                                | Francia                                                                | 1 – 4                                                                  | Cecoslovacchia                                                         | Olimpiadi 1920                                                         | Jean Boyer                                                             | Cap:                                                                   |
| Totale                                                                 |                                                                        | Presenze                                                               | 26                                                                     |                                                                        | Reti                                                                   | 87                                                                     |                                                                        |

## Partite dal 1921 al 1930
| Cronologia completa delle presenze e delle reti in nazionale ― Francia | Cronologia completa delle presenze e delle reti in nazionale ― Francia | Cronologia completa delle presenze e delle reti in nazionale ― Francia | Cronologia completa delle presenze e delle reti in nazionale ― Francia | Cronologia completa delle presenze e delle reti in nazionale ― Francia | Cronologia completa delle presenze e delle reti in nazionale ― Francia | Cronologia completa delle presenze e delle reti in nazionale ― Francia | Cronologia completa delle presenze e delle reti in nazionale ― Francia |
| Data                                                                   | Città                                                                  | In casa                                                                | Risultato                                                              | Ospiti                                                                 | Competizione                                                           | Reti                                                                   | Note                                                                   |
| ---------------------------------------------------------------------- | ---------------------------------------------------------------------- | ---------------------------------------------------------------------- | ---------------------------------------------------------------------- | ---------------------------------------------------------------------- | ---------------------------------------------------------------------- | ---------------------------------------------------------------------- | ---------------------------------------------------------------------- |
| 8-2-1921                                                               | Parigi                                                                 | Francia                                                                | 1 – 2                                                                  | Irlanda                                                                | Amichevole                                                             | François Hugues                                                        | Cap:                                                                   |
| 20-2-1921                                                              | Marsiglia                                                              | Francia                                                                | 1 – 2                                                                  | Italia                                                                 | Amichevole                                                             | Émilien Devic                                                          | Cap:                                                                   |
| 6-3-1921                                                               | Bruxelles                                                              | Belgio                                                                 | 3 – 1                                                                  | Francia                                                                | Amichevole                                                             | Jules Dewaquez                                                         | Cap:                                                                   |
| 5-5-1921                                                               | Parigi                                                                 | Francia                                                                | 2 – 1                                                                  | Inghilterra                                                            | Amichevole                                                             | Jules Dewaquez Jean Boyer                                              | Cap:                                                                   |
| 13-11-1921                                                             | Parigi                                                                 | Francia                                                                | 0 – 5                                                                  | Paesi Bassi                                                            | Amichevole                                                             | -                                                                      | Cap:                                                                   |
| 15-1-1922                                                              | Colombes                                                               | Francia                                                                | 2 – 1                                                                  | Belgio                                                                 | Amichevole                                                             | Louis Darques Jules Dewaquez                                           | Cap:                                                                   |
| 30-4-1922                                                              | Bordeaux                                                               | Francia                                                                | 0 – 4                                                                  | Spagna                                                                 | Amichevole                                                             | -                                                                      | Cap:                                                                   |
| 11-6-1922                                                              | Oslo                                                                   | Norvegia                                                               | 7 – 0                                                                  | Francia                                                                | Amichevole                                                             | -                                                                      | Cap:                                                                   |
| 28-1-1923                                                              | San Sebastián                                                          | Spagna                                                                 | 3 – 0                                                                  | Francia                                                                | Amichevole                                                             | -                                                                      | Cap:                                                                   |
| 25-2-1923                                                              | Bruxelles                                                              | Belgio                                                                 | 4 – 1                                                                  | Francia                                                                | Amichevole                                                             | Gérard Isbecque                                                        | Cap:                                                                   |
| 2-4-1923                                                               | Amsterdam                                                              | Paesi Bassi                                                            | 8 – 1                                                                  | Francia                                                                | Amichevole                                                             | Henri Bard                                                             | Cap:                                                                   |
| 22-4-1923                                                              | Parigi                                                                 | Francia                                                                | 2 – 5                                                                  | Svizzera                                                               | Amichevole                                                             | Raymond Dubly Paul Nicolas                                             | Cap:                                                                   |
| 10-5-1923                                                              | Parigi                                                                 | Francia                                                                | 1 – 4                                                                  | Inghilterra                                                            | Amichevole                                                             | Jules Dewaquez                                                         | Cap:                                                                   |
| 28-10-1923                                                             | Parigi                                                                 | Francia                                                                | 0 – 2                                                                  | Norvegia                                                               | Amichevole                                                             | -                                                                      | Cap:                                                                   |
| 13-1-1924                                                              | Parigi                                                                 | Francia                                                                | 2 – 0                                                                  | Belgio                                                                 | Amichevole                                                             | Ernest Gross Albert Rénier                                             | Cap:                                                                   |
| 23-3-1924                                                              | Ginevra                                                                | Svizzera                                                               | 3 – 0                                                                  | Francia                                                                | Amichevole                                                             | -                                                                      | Cap:                                                                   |
| 17-5-1924                                                              | Parigi                                                                 | Francia                                                                | 1 – 3                                                                  | Inghilterra                                                            | Amichevole                                                             | Jules Dewaquez                                                         | Cap:                                                                   |
| 27-5-1924                                                              | Saint-Ouen                                                             | Francia                                                                | 7 – 0                                                                  | Lettonia                                                               | Olimpiadi 1924                                                         | 3 Édouard Crut 2 Paul Nicolas 2 Jean Boyer                             | Cap:                                                                   |
| 1-6-1924                                                               | Colombes                                                               | Francia                                                                | 1 – 5                                                                  | Uruguay                                                                | Olimpiadi 1924                                                         | Paul Nicolas                                                           | Cap:                                                                   |
| 4-6-1924                                                               | Le Havre                                                               | Francia                                                                | 0 – 1                                                                  | Ungheria                                                               | Amichevole                                                             | -                                                                      | Cap:                                                                   |
| 11-11-1924                                                             | Molenbeek                                                              | Belgio                                                                 | 3 – 0                                                                  | Francia                                                                | Amichevole                                                             | -                                                                      | Cap:                                                                   |
| 22-3-1925                                                              | Torino                                                                 | Italia                                                                 | 7 – 0                                                                  | Francia                                                                | Amichevole                                                             | -                                                                      | Cap:                                                                   |
| 19-4-1925                                                              | Parigi                                                                 | Francia                                                                | 0 – 4                                                                  | Austria                                                                | Amichevole                                                             | -                                                                      | Cap:                                                                   |
| 21-5-1925                                                              | Colombes                                                               | Francia                                                                | 2 – 3                                                                  | Inghilterra                                                            | Amichevole                                                             | Jean Boyer Jules Dewaquez                                              | Cap:                                                                   |
| 11-4-1926                                                              | Parigi                                                                 | Francia                                                                | 4 – 3                                                                  | Belgio                                                                 | Amichevole                                                             | Jules Dewaquez 2 Édouard Crut Edmond Leveugle                          | Cap:                                                                   |
| 18-4-1926                                                              | Tolosa                                                                 | Francia                                                                | 4 – 2                                                                  | Portogallo                                                             | Amichevole                                                             | Henri Salvano 2 Fernand Brunel Georges Bonello                         | Cap:                                                                   |
| 25-4-1926                                                              | Colombes                                                               | Francia                                                                | 1 – 0                                                                  | Svizzera                                                               | Amichevole                                                             | Paul Nicolas                                                           | Cap:                                                                   |
| 30-5-1926                                                              | Vienna                                                                 | Austria                                                                | 4 – 1                                                                  | Francia                                                                | Amichevole                                                             | Édouard Crut                                                           | Cap:                                                                   |
| 14-6-1926                                                              | Colombes                                                               | Francia                                                                | 4 – 1                                                                  | Jugoslavia                                                             | Amichevole                                                             | Maurice Gallay 3 Paul Nicolas                                          | Cap:                                                                   |
| 20-6-1926                                                              | Molenbeek                                                              | Belgio                                                                 | 2 – 2                                                                  | Francia                                                                | Amichevole                                                             | Robert Accard Jules Dewaquez                                           | Cap:                                                                   |
| 16-3-1927                                                              | Lisbona                                                                | Portogallo                                                             | 4 – 0                                                                  | Francia                                                                | Amichevole                                                             | -                                                                      | Cap:                                                                   |
| 24-4-1927                                                              | Colombes                                                               | Francia                                                                | 3 – 3                                                                  | Italia                                                                 | Amichevole                                                             | Georges Taisne Julien Sottiault                                        | Cap:                                                                   |
| 22-5-1927                                                              | Colombes                                                               | Francia                                                                | 1 – 4                                                                  | Spagna                                                                 | Amichevole                                                             | Jean Boyer                                                             | Cap:                                                                   |
| 26-5-1927                                                              | Colombes                                                               | Francia                                                                | 0 – 6                                                                  | Inghilterra                                                            | Amichevole                                                             | -                                                                      | Cap:                                                                   |
| 14-6-1927                                                              | Budapest                                                               | Ungheria                                                               | 13 – 1                                                                 | Francia                                                                | Amichevole                                                             | Jules Dewaquez                                                         | Cap:                                                                   |
| 21-2-1928                                                              | Montrouge                                                              | Francia                                                                | 4 – 0                                                                  | Irlanda                                                                | Amichevole                                                             | 3 Paul Nicolas Georges Ouvray                                          | Cap:                                                                   |
| 11-3-1928                                                              | Losanna                                                                | Svizzera                                                               | 4 – 3                                                                  | Francia                                                                | Amichevole                                                             | Guillaume Lieb Pierre Seyler Paul Nicolas                              | Cap:                                                                   |
| 15-4-1928                                                              | Colombes                                                               | Francia                                                                | 2 – 3                                                                  | Belgio                                                                 | Amichevole                                                             | Charles Bardot                                                         | Cap:                                                                   |
| 29-4-1928                                                              | Parigi                                                                 | Francia                                                                | 1 – 1                                                                  | Portogallo                                                             | Amichevole                                                             | Paul Nicolas                                                           | Cap:                                                                   |
| 13-5-1928                                                              | Colombes                                                               | Francia                                                                | 0 – 2                                                                  | Cecoslovacchia                                                         | Amichevole                                                             | -                                                                      | Cap:                                                                   |
| 17-5-1928                                                              | Colombes                                                               | Francia                                                                | 1 – 5                                                                  | Inghilterra                                                            | Amichevole                                                             | Marcel Langiller                                                       | Cap:                                                                   |
| 29-5-1928                                                              | Amsterdam                                                              | Francia                                                                | 3 – 4                                                                  | Italia                                                                 | Olimpiadi 1928                                                         | 2 Juste Brouzes Robert Dauphin                                         | Cap:                                                                   |
| 24-2-1929                                                              | Colombes                                                               | Francia                                                                | 3 – 0                                                                  | Ungheria                                                               | Amichevole                                                             | Maurice Banide Paul Nicolas Guillaume Lieb                             | Cap:                                                                   |
| 24-3-1929                                                              | Colombes                                                               | Francia                                                                | 2 – 0                                                                  | Portogallo                                                             | Amichevole                                                             | Paul Nicolas Marcel Galey                                              | Cap:                                                                   |
| 14-4-1929                                                              | Saragozza                                                              | Spagna                                                                 | 8 – 1                                                                  | Francia                                                                | Amichevole                                                             | Émile Veinante                                                         | Cap:                                                                   |
| 9-5-1929                                                               | Colombes                                                               | Francia                                                                | 1 – 4                                                                  | Inghilterra                                                            | Amichevole                                                             | Jules Dewaquez                                                         | Cap:                                                                   |
| 13-5-1929                                                              | Colombes                                                               | Francia                                                                | 1 – 3                                                                  | Jugoslavia                                                             | Amichevole                                                             | André Cheuva                                                           | Cap:                                                                   |
| 17-5-1929                                                              | Rocourt                                                                | Belgio                                                                 | 4 – 1                                                                  | Francia                                                                | Amichevole                                                             | Jules Dewaquez                                                         | Cap:                                                                   |
| 23-2-1930                                                              | Porto                                                                  | Portogallo                                                             | 2 – 0                                                                  | Francia                                                                | Amichevole                                                             | -                                                                      | Cap:                                                                   |
| 23-3-1930                                                              | Colombes                                                               | Francia                                                                | 3 – 3                                                                  | Svizzera                                                               | Amichevole                                                             | André Cheuva Manuel Anatol Ernest Libérati                             | Cap:                                                                   |
| 13-4-1930                                                              | Colombes                                                               | Francia                                                                | 1 – 6                                                                  | Belgio                                                                 | Amichevole                                                             | Gustave Dubus                                                          | Cap:                                                                   |
| 11-5-1930                                                              | Colombes                                                               | Francia                                                                | 2 – 3                                                                  | Cecoslovacchia                                                         | Amichevole                                                             | Pierre Korb Edmond Delfour                                             | Cap:                                                                   |
| 18-5-1930                                                              | Colombes                                                               | Francia                                                                | 0 – 2                                                                  | Scozia                                                                 | Amichevole                                                             | -                                                                      | Cap:                                                                   |
| 25-5-1930                                                              | Liegi                                                                  | Belgio                                                                 | 1 – 2                                                                  | Francia                                                                | Amichevole                                                             | 2 Marcel Pinel                                                         | Cap:                                                                   |
| 13-7-1930                                                              | Montevideo                                                             | Francia                                                                | 4 – 1                                                                  | Messico                                                                | Mondiali 1930 - 1º turno                                               | Lucient Laurent Marcel Langiller 2 André Maschinot                     | Cap:                                                                   |
| 15-7-1930                                                              | Montevideo                                                             | Argentina                                                              | 1 – 0                                                                  | Francia                                                                | Mondiali 1930 - 1º turno                                               | -                                                                      | Cap:                                                                   |
| 19-7-1930                                                              | Montevideo                                                             | Cile                                                                   | 1 – 0                                                                  | Francia                                                                | Mondiali 1930 - 1º turno                                               | -                                                                      | Cap:                                                                   |
| Totale                                                                 |                                                                        | Presenze                                                               | 57                                                                     |                                                                        | Reti                                                                   | 78                                                                     |                                                                        |

## Partite dal 1931 al 1940
| Cronologia completa delle presenze e delle reti in nazionale ― Francia | Cronologia completa delle presenze e delle reti in nazionale ― Francia | Cronologia completa delle presenze e delle reti in nazionale ― Francia | Cronologia completa delle presenze e delle reti in nazionale ― Francia | Cronologia completa delle presenze e delle reti in nazionale ― Francia | Cronologia completa delle presenze e delle reti in nazionale ― Francia | Cronologia completa delle presenze e delle reti in nazionale ― Francia | Cronologia completa delle presenze e delle reti in nazionale ― Francia |
| Data                                                                   | Città                                                                  | In casa                                                                | Risultato                                                              | Ospiti                                                                 | Competizione                                                           | Reti                                                                   | Note                                                                   |
| ---------------------------------------------------------------------- | ---------------------------------------------------------------------- | ---------------------------------------------------------------------- | ---------------------------------------------------------------------- | ---------------------------------------------------------------------- | ---------------------------------------------------------------------- | ---------------------------------------------------------------------- | ---------------------------------------------------------------------- |
| 25-1-1931                                                              | Bologna                                                                | Italia                                                                 | 5 – 0                                                                  | Francia                                                                | Amichevole                                                             | -                                                                      | Cap:                                                                   |
| 15-2-1931                                                              | Colombes                                                               | Francia                                                                | 1 – 2                                                                  | Cecoslovacchia                                                         | Amichevole                                                             | Marcel Langiller                                                       | Cap:                                                                   |
| 15-3-1931                                                              | Colombes                                                               | Francia                                                                | 1 – 0                                                                  | Germania                                                               | Amichevole                                                             | autorete                                                               | Cap:                                                                   |
| 14-5-1931                                                              | Colombes                                                               | Francia                                                                | 5 – 2                                                                  | Inghilterra                                                            | Amichevole                                                             | Lucien Laurent Robert Mercier 2 Marcel Langiller Edmond Delfour        | Cap:                                                                   |
| 29-11-1931                                                             | Colombes                                                               | Francia                                                                | 3 – 4                                                                  | Paesi Bassi                                                            | Amichevole                                                             | Robert Mercier Émile Veinante                                          | Cap:                                                                   |
| 20-3-1932                                                              | Berna                                                                  | Svizzera                                                               | 3 – 3                                                                  | Francia                                                                | Amichevole                                                             | Ernest Libérati Émile Veinante Charles Bardot                          | Cap:                                                                   |
| 10-4-1932                                                              | Colombes                                                               | Francia                                                                | 1 – 2                                                                  | Italia                                                                 | Amichevole                                                             | Ernest Libérati                                                        | Cap:                                                                   |
| 1-5-1932                                                               | Bruxelles                                                              | Belgio                                                                 | 5 – 2                                                                  | Francia                                                                | Amichevole                                                             | Henri Pavillard Jean Sécember                                          | Cap:                                                                   |
| 8-5-1932                                                               | Colombes                                                               | Francia                                                                | 1 – 3                                                                  | Scozia                                                                 | Amichevole                                                             | Marcel Langiller                                                       | Cap:                                                                   |
| 5-6-1932                                                               | Belgrado                                                               | Jugoslavia                                                             | 2 – 1                                                                  | Francia                                                                | Amichevole                                                             | Joseph Alcazar                                                         | Cap:                                                                   |
| 9-6-1932                                                               | Sofia                                                                  | Bulgaria                                                               | 3 – 5                                                                  | Francia                                                                | Amichevole                                                             | Joseph Rodriguez 4 Jean Sécember                                       | Cap:                                                                   |
| 12-6-1932                                                              | Bucarest                                                               | Romania                                                                | 6 – 3                                                                  | Francia                                                                | Amichevole                                                             | André Chardar 2 Roger Rolhion                                          | Cap:                                                                   |
| 12-2-1933                                                              | Parigi                                                                 | Francia                                                                | 0 – 4                                                                  | Austria                                                                | Amichevole                                                             | -                                                                      | Cap:                                                                   |
| 19-3-1933                                                              | Berlino                                                                | Germania                                                               | 3 – 3                                                                  | Francia                                                                | Amichevole                                                             | Roger Rio 2 René Gérard                                                | Cap:                                                                   |
| 26-3-1933                                                              | Colombes                                                               | Francia                                                                | 3 – 0                                                                  | Belgio                                                                 | Amichevole                                                             | Roger Rio Marcel Langiller Jean Nicolas                                | Cap:                                                                   |
| 24-4-1933                                                              | Colombes                                                               | Francia                                                                | 1 – 0                                                                  | Spagna                                                                 | Amichevole                                                             | Jean Nicolas                                                           | Cap:                                                                   |
| 25-5-1933                                                              | Colombes                                                               | Francia                                                                | 1 – 1                                                                  | Galles                                                                 | Amichevole                                                             | Jean Nicolas                                                           | Cap:                                                                   |
| 10-6-1933                                                              | Praga                                                                  | Cecoslovacchia                                                         | 4 – 0                                                                  | Francia                                                                | Amichevole                                                             | -                                                                      | Cap:                                                                   |
| 6-12-1933                                                              | Londra                                                                 | Inghilterra                                                            | 4 – 1                                                                  | Francia                                                                | Amichevole                                                             | Émile Veinante                                                         | Cap:                                                                   |
| 21-1-1934                                                              | Bruxelles                                                              | Belgio                                                                 | 2 – 3                                                                  | Francia                                                                | Amichevole                                                             | Jean Nicolas 2 Émile Veinante                                          | Cap:                                                                   |
| 11-3-1934                                                              | Parigi                                                                 | Francia                                                                | 0 – 1                                                                  | Svizzera                                                               | Amichevole                                                             | -                                                                      | Cap:                                                                   |
| 25-3-1934                                                              | Colombes                                                               | Francia                                                                | 1 – 2                                                                  | Cecoslovacchia                                                         | Amichevole                                                             | Pierre Korb                                                            | Cap:                                                                   |
| 15-4-1934                                                              | Lussemburgo                                                            | Lussemburgo                                                            | 1 – 6                                                                  | Francia                                                                | Qual. Mondiali 1934                                                    | Alfred Aston 4 Jean Nicolas Ernest Libérati                            | Cap:                                                                   |
| 10-5-1934                                                              | Amsterdam                                                              | Paesi Bassi                                                            | 4 – 5                                                                  | Francia                                                                | Amichevole                                                             | Fritz Keller 3 Jean Nicolas Joseph Alcazar                             | Cap:                                                                   |
| 27-5-1934                                                              | Torino                                                                 | Austria                                                                | 3 – 2 dts                                                              | Francia                                                                | Mondiali 1934 - Ottavi                                                 | Jean Nicolas Georges Verriest                                          | Cap:                                                                   |
| 16-12-1934                                                             | Parigi                                                                 | Francia                                                                | 3 – 2                                                                  | Jugoslavia                                                             | Amichevole                                                             | 2 Jean Nicolas Roger Courtois                                          | Cap:                                                                   |
| 25-1-1935                                                              | Madrid                                                                 | Spagna                                                                 | 2 – 0                                                                  | Francia                                                                | Amichevole                                                             | -                                                                      | Cap:                                                                   |
| 17-2-1935                                                              | Roma                                                                   | Italia                                                                 | 2 – 1                                                                  | Francia                                                                | Amichevole                                                             | Fritz Keller                                                           | Cap:                                                                   |
| 17-3-1935                                                              | Parigi                                                                 | Francia                                                                | 1 – 3                                                                  | Germania                                                               | Amichevole                                                             | Pierre Duhart                                                          | Cap:                                                                   |
| 14-4-1935                                                              | Bruxelles                                                              | Belgio                                                                 | 1 – 1                                                                  | Francia                                                                | Amichevole                                                             | Roger Courtois                                                         | Cap:                                                                   |
| 19-5-1935                                                              | Colombes                                                               | Francia                                                                | 2 – 0                                                                  | Ungheria                                                               | Amichevole                                                             | 2 Roger Courtois                                                       | Cap:                                                                   |
| 27-9-1935                                                              | Ginevra                                                                | Svizzera                                                               | 2 – 1                                                                  | Francia                                                                | Amichevole                                                             | autorete                                                               | Cap:                                                                   |
| 11-11-1935                                                             | Parigi                                                                 | Francia                                                                | 2 – 0                                                                  | Svezia                                                                 | Amichevole                                                             | autorete Roger Courtois                                                |                                                                        |
| 12-1-1936                                                              | Parigi                                                                 | Francia                                                                | 1 – 6                                                                  | Paesi Bassi                                                            | Amichevole                                                             | Roger Courtois                                                         | All:G. Barreau Cap:                                                    |
| 9-2-1936                                                               | Parigi                                                                 | Francia                                                                | 0 – 3                                                                  | Cecoslovacchia                                                         | Amichevole                                                             | -                                                                      | All:G. Barreau Cap:                                                    |
| 8-3-1936                                                               | Colombes                                                               | Francia                                                                | 3 – 0                                                                  | Belgio                                                                 | Amichevole                                                             | 2 Roger Courtois Roger Rio                                             | All:G. Barreau Cap:                                                    |
| 13-12-1936                                                             | Parigi                                                                 | Francia                                                                | 1 – 0                                                                  | Jugoslavia                                                             | Amichevole                                                             | Fritz Keller                                                           | All:G. Barreau Cap:                                                    |
| 24-1-1937                                                              | Parigi                                                                 | Francia                                                                | 1 – 2                                                                  | Austria                                                                | Amichevole                                                             | Edmond Novicki                                                         | All:G. Barreau Cap:                                                    |
| 21-2-1937                                                              | Bruxelles                                                              | Belgio                                                                 | 3 – 1                                                                  | Francia                                                                | Amichevole                                                             | Roger Rio                                                              | All:G. Barreau Cap:                                                    |
| 21-3-1937                                                              | Stoccarda                                                              | Germania                                                               | 4 – 0                                                                  | Francia                                                                | Amichevole                                                             | -                                                                      | All:G. Barreau Cap:                                                    |
| 23-5-1937                                                              | Colombes                                                               | Francia                                                                | 0 – 2                                                                  | Irlanda                                                                | Amichevole                                                             | -                                                                      | All:G. Barreau Cap:                                                    |
| 10-10-1937                                                             | Parigi                                                                 | Francia                                                                | 2 – 1                                                                  | Svizzera                                                               | Amichevole                                                             | 2 Émile Veinante                                                       | All:G. Barreau Cap:                                                    |
| 31-10-1937                                                             | Amsterdam                                                              | Paesi Bassi                                                            | 2 – 3                                                                  | Francia                                                                | Amichevole                                                             | Jean Nicolas Marcel Langiller Roger Courtois                           | All:G. Barreau Cap:                                                    |
| 5-12-1937                                                              | Parigi                                                                 | Francia                                                                | 0 – 0                                                                  | Italia                                                                 | Amichevole                                                             | -                                                                      | All:G. Barreau Cap:                                                    |
| 30-1-1938                                                              | Parigi                                                                 | Francia                                                                | 5 – 3                                                                  | Belgio                                                                 | Amichevole                                                             | Roger Courtois 2 Émile Veinante Oscar Heisserer Ignace Kowalczyk       | All:G. Barreau Cap:                                                    |
| 24-3-1938                                                              | Parigi                                                                 | Francia                                                                | 6 – 1                                                                  | Bulgaria                                                               | Amichevole                                                             | 2 Jean Nicolas Alfred Aston Emmanuel Aznar Émile Veinante              | All:G. Barreau Cap:                                                    |
| 26-5-1938                                                              | Colombes                                                               | Francia                                                                | 2 – 4                                                                  | Inghilterra                                                            | Amichevole                                                             | Auguste Jordan Jean Nicolas                                            | All:G. Barreau Cap:                                                    |
| 5-6-1938                                                               | Colombes                                                               | Francia                                                                | 3 – 1                                                                  | Belgio                                                                 | Mondiali 1938 - Ottavi                                                 | Émile Veinante 2 Jean Nicolas                                          | All:G. Barreau Cap:                                                    |
| 12-6-1938                                                              | Colombes                                                               | Francia                                                                | 1 – 3                                                                  | Italia                                                                 | Mondiali 1938 - Quarti                                                 | Oscar Heisserer                                                        | All:G. Barreau Cap:                                                    |
| 4-12-1938                                                              | Napoli                                                                 | Italia                                                                 | 1 – 0                                                                  | Francia                                                                | Amichevole                                                             | -                                                                      | All:G. Barreau Cap:                                                    |
| 22-1-1939                                                              | Parigi                                                                 | Francia                                                                | 4 – 0                                                                  | Polonia                                                                | Amichevole                                                             | 2 Émile Veinante Oscar Heisserer Mario Zatelli                         | All:G. Barreau Cap:                                                    |
| 16-3-1939                                                              | Parigi                                                                 | Francia                                                                | 2 – 2                                                                  | Ungheria                                                               | Amichevole                                                             | Larbi Benbarek Oscar Heisserer                                         | All:G. Barreau Cap:                                                    |
| 18-5-1939                                                              | Bruxelles                                                              | Belgio                                                                 | 1 – 3                                                                  | Francia                                                                | Amichevole                                                             | 2 Désiré Koranyi Jules Mathé                                           | All:G. Barreau Cap:                                                    |
| 21-5-1939                                                              | Colombes                                                               | Francia                                                                | 2 – 1                                                                  | Galles                                                                 | Amichevole                                                             | Jules Bigot Désiré Koranyi                                             | All:G. Barreau Cap:                                                    |
| 28-1-1940                                                              | Parigi                                                                 | Francia                                                                | 3 – 2                                                                  | Portogallo                                                             | Amichevole                                                             | Oscar Heisserer 2 Désiré Koranyi                                       | All:G. Barreau Cap:                                                    |
| Totale                                                                 |                                                                        | Presenze                                                               | 55                                                                     |                                                                        | Reti                                                                   | 104                                                                    |                                                                        |

## Partite dal 1941 al 1950
| Cronologia completa delle presenze e delle reti in nazionale ― Francia | Cronologia completa delle presenze e delle reti in nazionale ― Francia | Cronologia completa delle presenze e delle reti in nazionale ― Francia | Cronologia completa delle presenze e delle reti in nazionale ― Francia | Cronologia completa delle presenze e delle reti in nazionale ― Francia | Cronologia completa delle presenze e delle reti in nazionale ― Francia | Cronologia completa delle presenze e delle reti in nazionale ― Francia | Cronologia completa delle presenze e delle reti in nazionale ― Francia |
| Data                                                                   | Città                                                                  | In casa                                                                | Risultato                                                              | Ospiti                                                                 | Competizione                                                           | Reti                                                                   | Note                                                                   |
| ---------------------------------------------------------------------- | ---------------------------------------------------------------------- | ---------------------------------------------------------------------- | ---------------------------------------------------------------------- | ---------------------------------------------------------------------- | ---------------------------------------------------------------------- | ---------------------------------------------------------------------- | ---------------------------------------------------------------------- |
| 8-3-1942                                                               | Marsiglia                                                              | Francia                                                                | 0 – 2                                                                  | Svizzera                                                               | Amichevole                                                             | -                                                                      | All:G. Barreau Cap:J. Vandooren                                        |
| 15-3-1942                                                              | Siviglia                                                               | Spagna                                                                 | 4 – 0                                                                  | Francia                                                                | Amichevole                                                             | -                                                                      | All:G. Barreau Cap:J. Vandooren                                        |
| 24-12-1944                                                             | Parigi                                                                 | Francia                                                                | 3 – 1                                                                  | Belgio                                                                 | Amichevole                                                             | André Simonyi Henri Arnaudeau Alfred Aston                             | All:G. Barreau Cap:A. Aston                                            |
| 8-4-1945                                                               | Losanna                                                                | Svizzera                                                               | 1 – 0                                                                  | Francia                                                                | Amichevole                                                             | -                                                                      | All:G. Barreau Cap:                                                    |
| 26-5-1945                                                              | Londra                                                                 | Inghilterra                                                            | 2 – 2                                                                  | Francia                                                                | Amichevole                                                             | Ernest Vaast Oscar Heisserer                                           | All:G. Barreau Cap:                                                    |
| 6-6-1945                                                               | Vienna                                                                 | Austria                                                                | 4 – 1                                                                  | Francia                                                                | Amichevole                                                             | Émile Bongiorni                                                        | All:G. Barreau Cap:                                                    |
| 12-6-1945                                                              | Bruxelles                                                              | Belgio                                                                 | 4 – 1                                                                  | Francia                                                                | Amichevole                                                             | Alfred Aston                                                           | All:G. Barreau Cap:                                                    |
| 7-4-1946                                                               | Colombes                                                               | Francia                                                                | 3 – 0                                                                  | Cecoslovacchia                                                         | Amichevole                                                             | 2 Ernest Vaast Oscar Heisserer                                         | All:G. Barreau Cap:                                                    |
| 14-4-1946                                                              | Lisbona                                                                | Portogallo                                                             | 2 – 1                                                                  | Francia                                                                | Amichevole                                                             | Ernest Vaast                                                           | All:G. Barreau Cap:                                                    |
| 5-5-1946                                                               | Colombes                                                               | Francia                                                                | 3 – 1                                                                  | Austria                                                                | Amichevole                                                             | Ernest Vaast Oscar Heisserer Lucien Leduc                              | All:G. Barreau Cap:                                                    |
| 19-5-1946                                                              | Colombes                                                               | Francia                                                                | 2 – 1                                                                  | Inghilterra                                                            | Amichevole                                                             | Jean Prouff Ernest Vaast                                               | All:G. Barreau Cap:                                                    |
| 23-3-1947                                                              | Colombes                                                               | Francia                                                                | 1 – 0                                                                  | Portogallo                                                             | Amichevole                                                             | René Bihel                                                             | All:G. Barreau Cap:                                                    |
| 3-5-1947                                                               | Londra                                                                 | Inghilterra                                                            | 3 – 0                                                                  | Francia                                                                | Amichevole                                                             | -                                                                      | All:G. Barreau Cap:                                                    |
| 23-5-1947                                                              | Colombes                                                               | Francia                                                                | 0 – 4                                                                  | Paesi Bassi                                                            | Amichevole                                                             | René Alpsteg 2 Jean Baratte Georges Dard                               | All:G. Barreau Cap:                                                    |
| 1-6-1947                                                               | Colombes                                                               | Francia                                                                | 4 – 2                                                                  | Belgio                                                                 | Amichevole                                                             | 2 Ernest Vaast Jean Baratte Georges Dard                               | All:G. Barreau Cap:                                                    |
| 8-6-1947                                                               | Losanna                                                                | Svizzera                                                               | 1 – 2                                                                  | Francia                                                                | Amichevole                                                             | René Alpsteg Jean Baratte                                              | All:G. Barreau Cap:                                                    |
| 23-11-1947                                                             | Lisbona                                                                | Portogallo                                                             | 2 – 4                                                                  | Francia                                                                | Amichevole                                                             | 3 Ernest Vaast Larbi Benbarek                                          | All:G. Barreau Cap:                                                    |
| 4-4-1948                                                               | Colombes                                                               | Francia                                                                | 1 – 3                                                                  | Italia                                                                 | Amichevole                                                             | Jean Baratte                                                           | All:G. Barreau Cap:                                                    |
| 23-5-1948                                                              | Colombes                                                               | Francia                                                                | 3 – 0                                                                  | Scozia                                                                 | Amichevole                                                             | Émile Bongiorni Pierre Flamion Jean Barrate                            | All:G. Barreau Cap:                                                    |
| 6-6-1948                                                               | Bruxelles                                                              | Belgio                                                                 | 4 – 2                                                                  | Francia                                                                | Amichevole                                                             | Antoine Cuissard Larbi Benbarek                                        | All:G. Barreau Cap:                                                    |
| 12-6-1948                                                              | Praga                                                                  | Cecoslovacchia                                                         | 0 – 4                                                                  | Francia                                                                | Amichevole                                                             | Albert Batteux 2 Jean Baratte Henri Baillot                            | All:G. Barreau Cap:                                                    |
| 17-10-1948                                                             | Colombes                                                               | Francia                                                                | 3 – 3                                                                  | Belgio                                                                 | Amichevole                                                             | 2 Pierre Flamion Jean Baratte                                          | All:G. Barreau Cap:                                                    |
| 23-4-1949                                                              | Rotterdam                                                              | Paesi Bassi                                                            | 4 – 1                                                                  | Francia                                                                | Amichevole                                                             | Jean Baratte                                                           | All:G. Barreau Cap:                                                    |
| 27-4-1949                                                              | Glasgow                                                                | Scozia                                                                 | 2 – 0                                                                  | Francia                                                                | Amichevole                                                             | -                                                                      | All:G. Barreau Cap:                                                    |
| 22-5-1949                                                              | Colombes                                                               | Francia                                                                | 1 – 3                                                                  | Inghilterra                                                            | Amichevole                                                             | Georges Moreel                                                         | All:G. Barreau Cap:                                                    |
| 4-6-1949                                                               | Colombes                                                               | Francia                                                                | 4 – 2                                                                  | Svizzera                                                               | Amichevole                                                             | Henri Baillot Jean Grumellon Jean Baratte                              | All:G. Barreau Cap:                                                    |
| 19-6-1949                                                              | Colombes                                                               | Francia                                                                | 1 – 5                                                                  | Spagna                                                                 | Amichevole                                                             | Jean Baratte                                                           | All:G. Barreau Cap:                                                    |
| 9-10-1949                                                              | Belgrado                                                               | Jugoslavia                                                             | 1 – 1                                                                  | Francia                                                                | Qual. Mondiali 1950                                                    | Henri Baillot                                                          | All:G. Barreau Cap:                                                    |
| 30-10-1949                                                             | Colombes                                                               | Francia                                                                | 1 – 1                                                                  | Jugoslavia                                                             | Qual. Mondiali 1950                                                    | Henri Baillot                                                          | All:G. Barreau Cap:                                                    |
| 13-11-1949                                                             | Colombes                                                               | Francia                                                                | 1 – 0                                                                  | Cecoslovacchia                                                         | Amichevole                                                             | Jean Barrate                                                           | All:G. Barreau Cap:                                                    |
| 11-12-1949                                                             | Firenze                                                                | Jugoslavia                                                             | 3 – 2                                                                  | Francia                                                                | Qual. Mondiali 1950                                                    | Marius Walter Jean Luciano                                             | All:G. Barreau Cap:                                                    |
| 27-5-1950                                                              | Colombes                                                               | Francia                                                                | 0 – 1                                                                  | Scozia                                                                 | Amichevole                                                             | -                                                                      | All:G. Barreau Cap:                                                    |
| 4-6-1950                                                               | Bruxelles                                                              | Belgio                                                                 | 4 – 1                                                                  | Francia                                                                | Amichevole                                                             | Édouard Kargu                                                          | All:G. Barreau Cap:                                                    |
| 1-11-1950                                                              | Colombes                                                               | Francia                                                                | 3 – 3                                                                  | Belgio                                                                 | Amichevole                                                             | André Doye Jean Barrate Édouard Kargu                                  | All:G. Barreau Cap:                                                    |
| 10-12-1950                                                             | Colombes                                                               | Francia                                                                | 5 – 2                                                                  | Paesi Bassi                                                            | Amichevole                                                             | 2 Pierre Flamion 2 Jean Barrate André Doye                             | All:G. Barreau Cap:                                                    |
| Totale                                                                 |                                                                        | Presenze                                                               | 35                                                                     |                                                                        | Reti                                                                   | 64                                                                     |                                                                        |

## Partite dal 1951 al 1960
| Cronologia completa delle presenze e delle reti in nazionale ― Francia | Cronologia completa delle presenze e delle reti in nazionale ― Francia | Cronologia completa delle presenze e delle reti in nazionale ― Francia | Cronologia completa delle presenze e delle reti in nazionale ― Francia | Cronologia completa delle presenze e delle reti in nazionale ― Francia | Cronologia completa delle presenze e delle reti in nazionale ― Francia | Cronologia completa delle presenze e delle reti in nazionale ― Francia               | Cronologia completa delle presenze e delle reti in nazionale ― Francia |
| Data                                                                   | Città                                                                  | In casa                                                                | Risultato                                                              | Ospiti                                                                 | Competizione                                                           | Reti                                                                                 | Note                                                                   |
| ---------------------------------------------------------------------- | ---------------------------------------------------------------------- | ---------------------------------------------------------------------- | ---------------------------------------------------------------------- | ---------------------------------------------------------------------- | ---------------------------------------------------------------------- | ------------------------------------------------------------------------------------ | ---------------------------------------------------------------------- |
| 6-2-1951                                                               | Parigi                                                                 | Francia                                                                | 2 – 1                                                                  | Jugoslavia                                                             | Amichevole                                                             | André Strappe Pierre Flamion                                                         | All:G. Barreau Cap:                                                    |
| 12-5-1951                                                              | Belfast                                                                | Irlanda del Nord                                                       | 2 – 2                                                                  | Francia                                                                | Amichevole                                                             | Jean Baratte Antoine Bonifaci                                                        | All:G. Barreau Cap:                                                    |
| 16-5-1951                                                              | Glasgow                                                                | Scozia                                                                 | 1 – 0                                                                  | Francia                                                                | Amichevole                                                             | -                                                                                    | All:G. Barreau Cap:                                                    |
| 3-10-1951                                                              | Londra                                                                 | Inghilterra                                                            | 2 – 2                                                                  | Francia                                                                | Amichevole                                                             | André Doye René Alpsteg                                                              | All:G. Barreau Cap:                                                    |
| 14-10-1951                                                             | Ginevra                                                                | Svizzera                                                               | 1 – 2                                                                  | Francia                                                                | Amichevole                                                             | André Doye Jean Grumellon                                                            | All:G. Barreau Cap:                                                    |
| 1-11-1951                                                              | Colombes                                                               | Francia                                                                | 2 – 2                                                                  | Austria                                                                | Amichevole                                                             | 2 Jean Grumellon                                                                     | All:G. Barreau Cap:                                                    |
| 16-12-1951                                                             | Genova                                                                 | Italia                                                                 | 4 – 1                                                                  | Francia                                                                | Amichevole                                                             | Jean Grumellon                                                                       | All:G. Barreau Cap:                                                    |
| 26-3-1952                                                              | Parigi                                                                 | Francia                                                                | 0 – 1                                                                  | Svezia                                                                 | Amichevole                                                             | -                                                                                    | All:G. Barreau Cap:                                                    |
| 20-4-1952                                                              | Colombes                                                               | Francia                                                                | 3 – 0                                                                  | Portogallo                                                             | Amichevole                                                             | René Alpsteg 2 André Strappe                                                         | All:G. Barreau Cap:                                                    |
| 22-5-1952                                                              | Bruxelles                                                              | Belgio                                                                 | 1 – 2                                                                  | Francia                                                                | Amichevole                                                             | André Doye Léon Deladerrière                                                         | All:G. Barreau Cap:                                                    |
| 5-10-1952                                                              | Colombes                                                               | Francia                                                                | 3 – 1                                                                  | Germania Ovest                                                         | Amichevole                                                             | Joseph Ujlaki Thadée Cisowski André Strappe                                          | All:G. Barreau Cap:                                                    |
| 19-10-1952                                                             | Vienna                                                                 | Austria                                                                | 1 – 2                                                                  | Francia                                                                | Amichevole                                                             | Jean Baratte Armand Penverne                                                         | All:G. Barreau Cap:                                                    |
| 11-11-1952                                                             | Colombes                                                               | Francia                                                                | 3 – 1                                                                  | Irlanda del Nord                                                       | Amichevole                                                             | Joseph Ujlaki 2 Raymond Kopa                                                         | All:G. Barreau Cap:                                                    |
| 16-11-1952                                                             | Dublino                                                                | Irlanda                                                                | 1 – 1                                                                  | Francia                                                                | Amichevole                                                             | Roger Piantoni                                                                       | All:G. Barreau Cap:                                                    |
| 14-5-1953                                                              | Colombes                                                               | Francia                                                                | 6 – 1                                                                  | Galles                                                                 | Amichevole                                                             | 2 René Gardien 2 Raymond Kopa Antoine Bonifaci Joseph Ujlaki                         | All:G. Barreau Cap:                                                    |
| 11-6-1953                                                              | Solna                                                                  | Svezia                                                                 | 1 – 0                                                                  | Francia                                                                | Amichevole                                                             | -                                                                                    | All:G. Barreau Cap:                                                    |
| 20-9-1953                                                              | Lussemburgo                                                            | Lussemburgo                                                            | 1 – 6                                                                  | Francia                                                                | Qual. Mondiali 1954                                                    | Roger Piantoni Raymond Kopa Raymond Cicci Léon Glovacki Édouard Kargu Pierre Flamion | All:G. Barreau Cap:                                                    |
| 4-10-1953                                                              | Dublino                                                                | Irlanda                                                                | 3 – 5                                                                  | Francia                                                                | Qual. Mondiali 1954                                                    | Léon Glovacki Armand Perverne 2 Joseph Ujlaki Pierre Flamion                         | All:G. Barreau Cap:                                                    |
| 18-10-1953                                                             | Zagabria                                                               | Jugoslavia                                                             | 3 – 1                                                                  | Francia                                                                | Amichevole                                                             | Jean-Jacques Marcel                                                                  | All:G. Barreau Cap:                                                    |
| 11-11-1953                                                             | Colombes                                                               | Francia                                                                | 2 – 4                                                                  | Svizzera                                                               | Amichevole                                                             | 2 Joseph Ujlaki                                                                      | All:G. Barreau Cap:                                                    |
| 25-11-1953                                                             | Parigi                                                                 | Francia                                                                | 1 – 0                                                                  | Irlanda                                                                | Qual. Mondiali 1954                                                    | Roger Piantoni                                                                       | All:G. Barreau Cap:                                                    |
| 17-12-1953                                                             | Parigi                                                                 | Francia                                                                | 8 – 0                                                                  | Lussemburgo                                                            | Qual. Mondiali 1954                                                    | 2 Jean Desgranges 2 Jean Vincent 3 Just Fontaine Jacques Foix                        | All:G. Barreau Cap:                                                    |
| 11-4-1954                                                              | Colombes                                                               | Francia                                                                | 1 – 3                                                                  | Italia                                                                 | Amichevole                                                             | Roger Piantoni                                                                       | All:G. Barreau Cap:                                                    |
| 30-5-1954                                                              | Bruxelles                                                              | Belgio                                                                 | 3 – 3                                                                  | Francia                                                                | Amichevole                                                             | Jean Vincent autorete Raymond Kopa                                                   | All:G. Barreau Cap:                                                    |
| 16-6-1954                                                              | Losanna                                                                | Jugoslavia                                                             | 1 – 0                                                                  | Francia                                                                | Mondiali 1954 - 1º turno                                               | -                                                                                    | All:G. Barreau Cap:                                                    |
| 19-6-1954                                                              | Ginevra                                                                | Francia                                                                | 3 – 2                                                                  | Messico                                                                | Mondiali 1954 - 1º turno                                               | Jean Vincent autorete Raymond Kopa                                                   | All:G. Barreau Cap:                                                    |
| 16-10-1954                                                             | Hannover                                                               | Germania Ovest                                                         | 1 – 3                                                                  | Francia                                                                | Amichevole                                                             | 2 Jacques Foix Jean Vincent                                                          | All:G. Barreau Cap:                                                    |
| 11-11-1954                                                             | Colombes                                                               | Francia                                                                | 2 – 2                                                                  | Belgio                                                                 | Amichevole                                                             | 2 Raymond Kopa                                                                       | All:G. Barreau Cap:                                                    |
| 17-3-1955                                                              | Madrid                                                                 | Spagna                                                                 | 1 – 2                                                                  | Francia                                                                | Amichevole                                                             | Raymond Kopa Jean Vincent                                                            | All:A. Batteux Cap:                                                    |
| 3-4-1955                                                               | Colombes                                                               | Francia                                                                | 2 – 0                                                                  | Svezia                                                                 | Amichevole                                                             | Célestin Oliver Léon Glovacki                                                        | All:A. Batteux Cap:                                                    |
| 15-5-1955                                                              | Colombes                                                               | Francia                                                                | 1 – 0                                                                  | Inghilterra                                                            | Amichevole                                                             | Raymond Kopa                                                                         | All:A. Batteux Cap:                                                    |
| 9-10-1955                                                              | Basilea                                                                | Svizzera                                                               | 1 – 2                                                                  | Francia                                                                | Amichevole                                                             | Raymond Kopa Roger Piantoni                                                          | All:A. Batteux Cap:                                                    |
| 16-10-1955                                                             | Bruxelles                                                              | Belgio                                                                 | 2 – 1                                                                  | Francia                                                                | Amichevole                                                             | Roger Piantoni                                                                       | All:A. Batteux Cap:                                                    |
| 23-10-1955                                                             | Mosca                                                                  | Unione Sovietica                                                       | 2 – 2                                                                  | Francia                                                                | Amichevole                                                             | Raymond Kopa Roger Piantoni                                                          | All:A. Batteux Cap:                                                    |
| 11-11-1955                                                             | Colombes                                                               | Francia                                                                | 1 – 1                                                                  | Jugoslavia                                                             | Amichevole                                                             | Roger Piantoni                                                                       | All:A. Batteux Cap:                                                    |
| 15-2-1956                                                              | Bologna                                                                | Italia                                                                 | 2 – 0                                                                  | Francia                                                                | Amichevole                                                             | -                                                                                    | All:A. Batteux Cap:                                                    |
| 25-3-1956                                                              | Colombes                                                               | Francia                                                                | 3 – 1                                                                  | Austria                                                                | Amichevole                                                             | Michel Leblond Jean Vincent Roger Piantoni                                           | All:A. Batteux Cap:                                                    |
| 7-10-1956                                                              | Colombes                                                               | Francia                                                                | 1 – 2                                                                  | Ungheria                                                               | Amichevole                                                             | Thadée Cisowski                                                                      | All:A. Batteux Cap:                                                    |
| 21-10-1956                                                             | Colombes                                                               | Francia                                                                | 2 – 1                                                                  | Unione Sovietica                                                       | Amichevole                                                             | Joseph Tellechéa Jean Vincent                                                        | All:A. Batteux Cap:                                                    |
| 11-11-1956                                                             | Colombes                                                               | Francia                                                                | 6 – 3                                                                  | Belgio                                                                 | Qual. Mondiali 1958                                                    | 5 Thadée Cisowski Jean Vincent                                                       | All:A. Batteux Cap:                                                    |
| 24-3-1957                                                              | Lisbona                                                                | Portogallo                                                             | 0 – 1                                                                  | Francia                                                                | Amichevole                                                             | Jean Piantoni                                                                        | All:A. Batteux Cap:                                                    |
| 2-6-1957                                                               | Nantes                                                                 | Francia                                                                | 8 – 0                                                                  | Islanda                                                                | Qual. Mondiali 1958                                                    | 2 Célestin Oliver 2 Jean Vincent René Dereuddre 2 Roger Piantoni Saïd Brahimi        | All:A. Batteux Cap:                                                    |
| 1-9-1957                                                               | Reykjavík                                                              | Islanda                                                                | 1 – 5                                                                  | Francia                                                                | Qual. Mondiali 1958                                                    | 2 Thadée Cisowski 2 Joseph Ujlaki Maryan Wisnieski                                   | All:A. Batteux Cap:                                                    |
| 6-10-1957                                                              | Budapest                                                               | Ungheria                                                               | 2 – 0                                                                  | Francia                                                                | Amichevole                                                             | -                                                                                    | All:A. Batteux Cap:                                                    |
| 27-10-1957                                                             | Bruxelles                                                              | Belgio                                                                 | 0 – 0                                                                  | Francia                                                                | Qual. Mondiali 1958                                                    | -                                                                                    | All:A. Batteux Cap:                                                    |
| 27-11-1957                                                             | Londra                                                                 | Inghilterra                                                            | 4 – 0                                                                  | Francia                                                                | Amichevole                                                             | -                                                                                    | All:A. Batteux Cap:                                                    |
| 25-12-1957                                                             | Parigi                                                                 | Francia                                                                | 2 – 2                                                                  | Bulgaria                                                               | Amichevole                                                             | Maryan Wisnieski Yvon Douis                                                          | All:A. Batteux Cap:                                                    |
| 13-3-1958                                                              | Parigi                                                                 | Francia                                                                | 2 – 2                                                                  | Spagna                                                                 | Amichevole                                                             | Just Fontaine Roger Piantoni                                                         | All:A. Batteux Cap:                                                    |
| 16-4-1958                                                              | Parigi                                                                 | Francia                                                                | 0 – 0                                                                  | Svizzera                                                               | Amichevole                                                             | -                                                                                    | All:A. Batteux Cap:                                                    |
| 8-6-1958                                                               | Norrköping                                                             | Francia                                                                | 7 – 3                                                                  | Paraguay                                                               | Mondiali 1958 - 1º turno                                               | 3 Just Fontaine Roger Piantoni Maryan Wisnieski Raymond Kopa Jean Vincent            | All:A. Batteux Cap:                                                    |
| 11-6-1958                                                              | Västerås                                                               | Jugoslavia                                                             | 3 – 2                                                                  | Francia                                                                | Mondiali 1958 - 1º turno                                               | 2 Just Fontaine                                                                      | All:A. Batteux Cap:                                                    |
| 15-6-1958                                                              | Örebro                                                                 | Francia                                                                | 2 – 1                                                                  | Scozia                                                                 | Mondiali 1958 - 1º turno                                               | Roger Piantoni Just Fontaine                                                         | All:A. Batteux Cap:                                                    |
| 19-6-1958                                                              | Norrköping                                                             | Francia                                                                | 4 – 0                                                                  | Irlanda del Nord                                                       | Mondiali 1958 - Quarti                                                 | Maryan Wisnieski 2 Just Fontaine Roger Piantoni                                      | All:A. Batteux Cap:                                                    |
| 24-6-1958                                                              | Solna                                                                  | Francia                                                                | 2 – 5                                                                  | Brasile                                                                | Mondiali 1958 - Semifinali                                             | Just Fontaine Roger Piantoni                                                         | All:A. Batteux Cap:                                                    |
| 28-6-1958                                                              | Göteborg                                                               | Germania Ovest                                                         | 3 – 6                                                                  | Francia                                                                | Mondiali 1958 - Finale 3º-4º posto                                     | 4 Just Fontaine Raymond Kopa Yvon Douis                                              | All:A. Batteux Cap:                                                    |
| 1-10-1958                                                              | Parigi                                                                 | Francia                                                                | 7 – 1                                                                  | Grecia                                                                 | Qual. Euro 1960                                                        | Raymond Kopa 2 Just Fontaine 2 Thadée Cisowski 2 Jean Vincent                        | All:A. Batteux Cap:                                                    |
| 5-10-1958                                                              | Vienna                                                                 | Austria                                                                | 1 – 2                                                                  | Francia                                                                | Amichevole                                                             | Léon Deladerrière Just Fontaine                                                      | All:A. Batteux Cap:                                                    |
| 26-10-1958                                                             | Colombes                                                               | Francia                                                                | 2 – 2                                                                  | Germania Ovest                                                         | Amichevole                                                             | Léon Deladerrière Yvon Douis                                                         | All:A. Batteux Cap:                                                    |
| 9-11-1958                                                              | Colombes                                                               | Francia                                                                | 2 – 2                                                                  | Italia                                                                 | Amichevole                                                             | Jean Vincent Just Fontaine                                                           | All:A. Batteux Cap:                                                    |
| 3-12-1958                                                              | Atene                                                                  | Grecia                                                                 | 1 – 1                                                                  | Francia                                                                | Qual. Euro 1960                                                        | Stéphane Bruey                                                                       | All:A. Batteux Cap:                                                    |
| 1-3-1959                                                               | Colombes                                                               | Francia                                                                | 2 – 2                                                                  | Belgio                                                                 | Amichevole                                                             | Jean Vincent                                                                         | All:A. Batteux Cap:                                                    |
| 11-10-1959                                                             | Sofia                                                                  | Bulgaria                                                               | 1 – 0                                                                  | Francia                                                                | Amichevole                                                             | -                                                                                    | All:A. Batteux Cap:                                                    |
| 11-11-1959                                                             | Colombes                                                               | Francia                                                                | 5 – 3                                                                  | Portogallo                                                             | Amichevole                                                             | 3 Just Fontaine Pierre Grillet Lucien Muller                                         | All:A. Batteux Cap:                                                    |
| 13-12-1959                                                             | Colombes                                                               | Francia                                                                | 5 – 2                                                                  | Austria                                                                | Qual. Euro 1960                                                        | 3 Just Fontaine 2 Jean Vincent                                                       | All:A. Batteux Cap:                                                    |
| 17-12-1959                                                             | Parigi                                                                 | Francia                                                                | 4 – 3                                                                  | Spagna                                                                 | Amichevole                                                             | Lucien Muller Just Fontaine Jean Vincent Roger Marche                                | All:A. Batteux Cap:                                                    |
| 28-2-1960                                                              | Bruxelles                                                              | Belgio                                                                 | 1 – 0                                                                  | Francia                                                                | Amichevole                                                             | -                                                                                    | All:A. Batteux Cap:                                                    |
| 16-3-1960                                                              | Parigi                                                                 | Francia                                                                | 6 – 0                                                                  | Cile                                                                   | Amichevole                                                             | Raymond Kaelbel Jean Vincent Pierre Grillet 2 Just Fontaine Lucien Muller            | All:A. Batteux Cap:                                                    |
| 27-3-1960                                                              | Vienna                                                                 | Austria                                                                | 2 – 4                                                                  | Francia                                                                | Qual. Euro 1960                                                        | Jean-Jacques Marcel Bernard Rahis François Heutte Raymond Kopa                       | All:A. Batteux Cap:                                                    |
| 6-6-1960                                                               | Parigi                                                                 | Francia                                                                | 4 – 5                                                                  | Jugoslavia                                                             | Euro 1960 - Semifinali                                                 | Jean Vincent 2 François Heutte Maryan Wisnieski                                      | All:A. Batteux Cap:                                                    |
| 9-6-1960                                                               | Marsiglia                                                              | Francia                                                                | 0 – 2                                                                  | Cecoslovacchia                                                         | Euro 1960 - Finale 3º-4º posto                                         | -                                                                                    | All:A. Batteux Cap:                                                    |
| 25-9-1960                                                              | Helsinki                                                               | Finlandia                                                              | 1 – 2                                                                  | Francia                                                                | Qual. Mondiali 1962                                                    | Maryan Wisnieski Joseph Ujlaki                                                       | All:A. Batteux Cap:                                                    |
| 28-9-1960                                                              | Varsavia                                                               | Polonia                                                                | 2 – 2                                                                  | Francia                                                                | Amichevole                                                             | Roland Guillas Maryan Wisnieski                                                      | All:A. Batteux Cap:                                                    |
| 12-10-1960                                                             | Basilea                                                                | Svizzera                                                               | 6 – 2                                                                  | Francia                                                                | Amichevole                                                             | 2 Yvon Goujon                                                                        | All:A. Batteux Cap:                                                    |
| 30-10-1960                                                             | Solna                                                                  | Svezia                                                                 | 1 – 0                                                                  | Francia                                                                | Amichevole                                                             | -                                                                                    | All:A. Batteux Cap:                                                    |
| 11-12-1960                                                             | Colombes                                                               | Francia                                                                | 3 – 0                                                                  | Bulgaria                                                               | Qual. Mondiali 1962                                                    | Maryan Wisnieski Jean-Jacques Marcel Lucien Cossou                                   | All:A. Batteux Cap:                                                    |
| Totale                                                                 |                                                                        | Presenze                                                               | 76                                                                     |                                                                        | Reti                                                                   | 183                                                                                  |                                                                        |

## Partite dal 1961 al 1970
| Cronologia completa delle presenze e delle reti in nazionale ― Francia | Cronologia completa delle presenze e delle reti in nazionale ― Francia | Cronologia completa delle presenze e delle reti in nazionale ― Francia | Cronologia completa delle presenze e delle reti in nazionale ― Francia | Cronologia completa delle presenze e delle reti in nazionale ― Francia | Cronologia completa delle presenze e delle reti in nazionale ― Francia | Cronologia completa delle presenze e delle reti in nazionale ― Francia | Cronologia completa delle presenze e delle reti in nazionale ― Francia |
| Data                                                                   | Città                                                                  | In casa                                                                | Risultato                                                              | Ospiti                                                                 | Competizione                                                           | Reti                                                                   | Note                                                                   |
| ---------------------------------------------------------------------- | ---------------------------------------------------------------------- | ---------------------------------------------------------------------- | ---------------------------------------------------------------------- | ---------------------------------------------------------------------- | ---------------------------------------------------------------------- | ---------------------------------------------------------------------- | ---------------------------------------------------------------------- |
| 15-3-1961                                                              | Colombes                                                               | Francia                                                                | 1 – 1                                                                  | Belgio                                                                 | Amichevole                                                             | Roger Piantoni                                                         | All:A. Batteux Cap:                                                    |
| 2-4-1961                                                               | Madrid                                                                 | Spagna                                                                 | 2 – 0                                                                  | Francia                                                                | Amichevole                                                             | Roger Piantoni                                                         | All:A. Batteux Cap:                                                    |
| 28-9-1961                                                              | Parigi                                                                 | Francia                                                                | 5 – 1                                                                  | Finlandia                                                              | Qual. Mondiali 1962                                                    | 2 Jacky Faivre Maryan Wisnieski Roger Piantoni Ernest Schultz          | All:A. Batteux Cap:                                                    |
| 18-10-1961                                                             | Bruxelles                                                              | Belgio                                                                 | 3 – 0                                                                  | Francia                                                                | Amichevole                                                             | -                                                                      | All:A. Batteux Cap:                                                    |
| 12-11-1961                                                             | Sofia                                                                  | Bulgaria                                                               | 1 – 0                                                                  | Francia                                                                | Qual. Mondiali 1962                                                    | -                                                                      | All:A. Batteux Cap:                                                    |
| 10-12-1961                                                             | Colombes                                                               | Francia                                                                | 1 – 1                                                                  | Spagna                                                                 | Amichevole                                                             | François Heutte                                                        | All:A. Batteux Cap:                                                    |
| 11-12-1961                                                             | Milano                                                                 | Francia                                                                | 0 – 1                                                                  | Bulgaria                                                               | Qual. Mondiali 1962                                                    | -                                                                      | All:A. Batteux Cap:                                                    |
| 11-4-1962                                                              | Parigi                                                                 | Francia                                                                | 1 – 3                                                                  | Polonia                                                                | Amichevole                                                             | Héctor De Bourgoing                                                    | All:A. Batteux Cap:                                                    |
| 5-5-1962                                                               | Firenze                                                                | Italia                                                                 | 2 – 1                                                                  | Francia                                                                | Amichevole                                                             | Jean-Claude Piumi                                                      | All:A. Batteux Cap:                                                    |
| 20-10-1962                                                             | Sheffield                                                              | Inghilterra                                                            | 2 – 1                                                                  | Francia                                                                | Qual. Euro 1964                                                        | Yvon Goujon                                                            | All:H. Guérin Cap:                                                     |
| 24-10-1962                                                             | Stoccarda                                                              | Germania Ovest                                                         | 2 – 2                                                                  | Francia                                                                | Amichevole                                                             | Édouard Stako Yvon Goujon                                              | All:H. Guérin Cap:                                                     |
| 11-11-1962                                                             | Colombes                                                               | Francia                                                                | 2 – 3                                                                  | Ungheria                                                               | Amichevole                                                             | 2 Fleury Di Nallo                                                      | All:H. Guérin Cap:                                                     |
| 9-1-1963                                                               | Barcellona                                                             | Spagna                                                                 | 0 – 0                                                                  | Francia                                                                | Amichevole                                                             | -                                                                      | All:H. Guérin Cap:                                                     |
| 27-2-1963                                                              | Parigi                                                                 | Francia                                                                | 5 – 2                                                                  | Inghilterra                                                            | Qual. Euro 1964                                                        | 2 Maryan Wisnieski Yvon Douis Lucien Cossou                            | All:H. Guérin Cap:                                                     |
| 17-4-1963                                                              | Rotterdam                                                              | Paesi Bassi                                                            | 1 – 0                                                                  | Francia                                                                | Amichevole                                                             | -                                                                      | All:H. Guérin Cap:                                                     |
| 28-4-1963                                                              | Colombes                                                               | Francia                                                                | 2 – 3                                                                  | Brasile                                                                | Amichevole                                                             | Maryan Wisnieski Fleury Di Nallo                                       | All:H. Guérin Cap:                                                     |
| 29-9-1963                                                              | Sofia                                                                  | Bulgaria                                                               | 1 – 0                                                                  | Francia                                                                | Qual. Euro 1964                                                        | -                                                                      | All:H. Guérin Cap:                                                     |
| 26-10-1963                                                             | Parigi                                                                 | Francia                                                                | 3 – 1                                                                  | Bulgaria                                                               | Qual. Euro 1964                                                        | 2 Yvon Goujon Robert Herbin                                            | All:H. Guérin Cap:                                                     |
| 11-11-1963                                                             | Parigi                                                                 | Francia                                                                | 2 – 2                                                                  | Svizzera                                                               | Amichevole                                                             | Jean-Louis Buron Georges Lech                                          | All:H. Guérin Cap:                                                     |
| 25-12-1963                                                             | Parigi                                                                 | Francia                                                                | 1 – 2                                                                  | Belgio                                                                 | Amichevole                                                             | Serge Masnaghetti                                                      | All:H. Guérin Cap:                                                     |
| 25-4-1964                                                              | Colombes                                                               | Francia                                                                | 1 – 3                                                                  | Ungheria                                                               | Qual. Euro 1964                                                        | Lucien Cossou                                                          | All:H. Guérin Cap:                                                     |
| 23-5-1964                                                              | Budapest                                                               | Ungheria                                                               | 2 – 1                                                                  | Francia                                                                | Qual. Euro 1964                                                        | Nestor Combin                                                          | All:H. Guérin Cap:                                                     |
| 4-10-1964                                                              | Lussemburgo                                                            | Lussemburgo                                                            | 0 – 2                                                                  | Francia                                                                | Qual. Mondiali 1966                                                    | André Guy Marcel Artélésa                                              | All:H. Guérin Cap:                                                     |
| 11-11-1964                                                             | Parigi                                                                 | Francia                                                                | 1 – 0                                                                  | Norvegia                                                               | Qual. Mondiali 1966                                                    | Ángel Rambert                                                          | All:H. Guérin Cap:                                                     |
| 2-12-1964                                                              | Bruxelles                                                              | Belgio                                                                 | 3 – 0                                                                  | Francia                                                                | Amichevole                                                             | -                                                                      | All:H. Guérin Cap:                                                     |
| 24-3-1965                                                              | Parigi                                                                 | Francia                                                                | 1 – 2                                                                  | Austria                                                                | Amichevole                                                             | Gérard Hausser                                                         | All:H. Guérin Cap:                                                     |
| 18-4-1965                                                              | Belgrado                                                               | Jugoslavia                                                             | 1 – 0                                                                  | Francia                                                                | Qual. Mondiali 1966                                                    | -                                                                      | All:H. Guérin Cap:                                                     |
| 3-6-1965                                                               | Parigi                                                                 | Francia                                                                | 0 – 0                                                                  | Argentina                                                              | Amichevole                                                             | -                                                                      | All:H. Guérin Cap:                                                     |
| 15-9-1965                                                              | Oslo                                                                   | Norvegia                                                               | 0 – 1                                                                  | Francia                                                                | Qual. Mondiali 1966                                                    | Nestor Combin                                                          | All:H. Guérin Cap:                                                     |
| 9-10-1965                                                              | Parigi                                                                 | Francia                                                                | 1 – 0                                                                  | Jugoslavia                                                             | Qual. Mondiali 1966                                                    | Philippe Gondet                                                        | All:H. Guérin Cap:                                                     |
| 6-11-1965                                                              | Marsiglia                                                              | Francia                                                                | 4 – 1                                                                  | Lussemburgo                                                            | Qual. Mondiali 1966                                                    | 2 Philippe Gondet 2 Nestor Combin                                      | All:H. Guérin Cap:                                                     |
| 19-3-1966                                                              | Parigi                                                                 | Francia                                                                | 0 – 0                                                                  | Italia                                                                 | Amichevole                                                             | -                                                                      | All:H. Guérin Cap:                                                     |
| 20-4-1966                                                              | Parigi                                                                 | Francia                                                                | 0 – 3                                                                  | Belgio                                                                 | Amichevole                                                             | -                                                                      | All:H. Guérin Cap:                                                     |
| 6-6-1966                                                               | Mosca                                                                  | Unione Sovietica                                                       | 3 – 3                                                                  | Francia                                                                | Amichevole                                                             | Bernard Blanchet Philippe Gondet Joseph Bonnel                         | All:H. Guérin Cap:                                                     |
| 13-7-1966                                                              | Londra                                                                 | Francia                                                                | 1 – 1                                                                  | Messico                                                                | Mondiali 1966 - 1º turno                                               | Gérard Hausser                                                         | All:H. Guérin Cap:                                                     |
| 15-7-1966                                                              | Londra                                                                 | Uruguay                                                                | 2 – 1                                                                  | Francia                                                                | Mondiali 1966 - 1º turno                                               | Héctor De Bourgoing                                                    | All:H. Guérin Cap:                                                     |
| 20-7-1966                                                              | Londra                                                                 | Inghilterra                                                            | 2 – 0                                                                  | Francia                                                                | Mondiali 1966 - 1º turno                                               | -                                                                      | All:H. Guérin Cap:                                                     |
| 28-9-1966                                                              | Budapest                                                               | Ungheria                                                               | 4 – 2                                                                  | Francia                                                                | Amichevole                                                             | Philippe Gondet Hervé Revelli                                          | All:J. Snella e J. Arribas Cap:                                        |
| 22-10-1966                                                             | Parigi                                                                 | Francia                                                                | 2 – 1                                                                  | Polonia                                                                | Qual. Euro 1968                                                        | Fleury Di Nallo Georges Lech                                           | All:J. Snella e J. Arribas Cap:                                        |
| 11-11-1966                                                             | Bruxelles                                                              | Belgio                                                                 | 2 – 1                                                                  | Francia                                                                | Qual. Euro 1968                                                        | Georges Lech                                                           | All:J. Snella e J. Arribas Cap:                                        |
| 26-11-1966                                                             | Lussemburgo                                                            | Lussemburgo                                                            | 0 – 3                                                                  | Francia                                                                | Qual. Euro 1968                                                        | Yves Herbet Hervé Revelli Georges Lech                                 | All:J. Snella e J. Arribas Cap:                                        |
| 22-3-1967                                                              | Parigi                                                                 | Francia                                                                | 1 – 2                                                                  | Romania                                                                | Amichevole                                                             | Jean-Pierre Dogliani                                                   | All:J. Fontaine Cap:                                                   |
| 3-6-1967                                                               | Parigi                                                                 | Francia                                                                | 2 – 4                                                                  | Unione Sovietica                                                       | Amichevole                                                             | Philippe Gondet Jacques Simon                                          | All:J. Fontaine Cap:                                                   |
| 17-9-1967                                                              | Varsavia                                                               | Polonia                                                                | 1 – 4                                                                  | Francia                                                                | Qual. Euro 1968                                                        | Robert Herbin 2 Fleury Di Nallo André Guy                              | All:J. Fontaine Cap:                                                   |
| 27-9-1967                                                              | Berlino                                                                | Germania Ovest                                                         | 5 – 1                                                                  | Francia                                                                | Amichevole                                                             | Bernard Bosquier                                                       | All:J. Fontaine Cap:                                                   |
| 28-10-1967                                                             | Nantes                                                                 | Francia                                                                | 1 – 1                                                                  | Belgio                                                                 | Qual. Euro 1968                                                        | Robert Herbin                                                          | All:L. Dugauguez Cap:                                                  |
| 23-12-1967                                                             | Parigi                                                                 | Francia                                                                | 3 – 1                                                                  | Lussemburgo                                                            | Qual. Euro 1968                                                        | 3 Charly Loubet                                                        | All:L. Dugauguez Cap:                                                  |
| 6-4-1968                                                               | Marsiglia                                                              | Francia                                                                | 1 – 1                                                                  | Jugoslavia                                                             | Qual. Euro 1968                                                        | Fleury Di Nallo                                                        | All:L. Dugauguez Cap:                                                  |
| 24-4-1968                                                              | Belgrado                                                               | Jugoslavia                                                             | 5 – 1                                                                  | Francia                                                                | Qual. Euro 1968                                                        | Fleury Di Nallo                                                        | All:L. Dugauguez Cap:                                                  |
| 25-9-1968                                                              | Marsiglia                                                              | Francia                                                                | 1 – 1                                                                  | Germania Ovest                                                         | Amichevole                                                             | Bernard Bosquier                                                       | All:L. Dugauguez Cap:                                                  |
| 17-10-1968                                                             | Lione                                                                  | Francia                                                                | 1 – 3                                                                  | Spagna                                                                 | Amichevole                                                             | Bernard Blanchet                                                       | All:L. Dugauguez Cap:                                                  |
| 6-11-1968                                                              | Strasburgo                                                             | Francia                                                                | 0 – 1                                                                  | Norvegia                                                               | Qual. Mondiali 1970                                                    | -                                                                      | All:L. Dugauguez Cap:                                                  |
| 12-3-1969                                                              | Londra                                                                 | Inghilterra                                                            | 5 – 0                                                                  | Francia                                                                | Amichevole                                                             | -                                                                      | All:G. Boulogne Cap:                                                   |
| 30-4-1969                                                              | Parigi                                                                 | Francia                                                                | 1 – 0                                                                  | Romania                                                                | Amichevole                                                             | Henri Michel                                                           | All:G. Boulogne Cap:                                                   |
| 10-9-1969                                                              | Oslo                                                                   | Norvegia                                                               | 1 – 3                                                                  | Francia                                                                | Qual. Mondiali 1970                                                    | 3 Hervé Revelli                                                        | All:G. Boulogne Cap:                                                   |
| 15-10-1969                                                             | Stoccolma                                                              | Svezia                                                                 | 2 – 0                                                                  | Francia                                                                | Qual. Mondiali 1970                                                    | -                                                                      | All:G. Boulogne Cap:                                                   |
| 1-11-1969                                                              | Parigi                                                                 | Francia                                                                | 3 – 0                                                                  | Svezia                                                                 | Qual. Mondiali 1970                                                    | 2 Jean-Claude Bras Jean Djorkaeff                                      | All:G. Boulogne Cap:                                                   |
| 8-4-1970                                                               | Rouen                                                                  | Francia                                                                | 1 – 1                                                                  | Bulgaria                                                               | Amichevole                                                             | Henri Michel                                                           | All:G. Boulogne Cap:                                                   |
| 28-4-1970                                                              | Reims                                                                  | Francia                                                                | 2 – 0                                                                  | Romania                                                                | Amichevole                                                             | Charly Loubet Jean Djorkaeff                                           | All:G. Boulogne Cap:                                                   |
| 3-5-1970                                                               | Basilea                                                                | Svizzera                                                               | 2 – 1                                                                  | Francia                                                                | Amichevole                                                             | Hervé Revelli                                                          | All:G. Boulogne Cap:                                                   |
| 5-9-1970                                                               | Nizza                                                                  | Francia                                                                | 3 – 0                                                                  | Cecoslovacchia                                                         | Amichevole                                                             | Philippe Gondet Charly Loubet Bernard Bosquier                         | All:G. Boulogne Cap:                                                   |
| 7-10-1970                                                              | Vienna                                                                 | Austria                                                                | 1 – 0                                                                  | Francia                                                                | Amichevole                                                             | -                                                                      | All:G. Boulogne Cap:                                                   |
| 11-11-1970                                                             | Lione                                                                  | Francia                                                                | 3 – 1                                                                  | Norvegia                                                               | Qual. Euro 1972                                                        | Louis Floch Georges Lech Michel Mézy                                   | All:G. Boulogne Cap:                                                   |
| 15-11-1970                                                             | Bruxelles                                                              | Belgio                                                                 | 1 – 2                                                                  | Francia                                                                | Amichevole                                                             | 2 Marc Molitor                                                         | All:G. Boulogne Cap:                                                   |
| Totale                                                                 |                                                                        | Presenze                                                               | 64                                                                     |                                                                        | Reti                                                                   | 87                                                                     |                                                                        |